# Athletissima 2023
L'Athletissima 2023 è stata la 48ª edizione dell'annuale meeting di atletica leggera, sesta tappa del circuito Diamond League 2023. Le competizioni hanno avuto luogo presso lo Stade Olympique de la Pontaise di Losanna, il 29 e 30 giugno 2023.

## Programma

### Giorno 1
| # | Orario | Specialità    |
| - | ------ | ------------- |
| 1 | 18:00  | Salto in alto |

### Giorno 2
| # | Orario | Specialità             |
| - | ------ | ---------------------- |
| 1 | 19:35  | Getto del peso         |
| 2 | 19:52  | 400 metri piani        |
| 3 | 20:16  | 110 metri ostacoli     |
| 4 | 20:35  | Salto in lungo         |
| 5 | 20:48  | Lancio del giavellotto |
| 6 | 20:50  | 5000 metri piani       |
| 7 | 21:20  | 200 metri piani        |
| 8 | 21:39  | 1500 metri piani       |

| # | Orario | Specialità             |
| - | ------ | ---------------------- |
| 1 | 19:15  | Lancio del giavellotto |
| 2 | 20:04  | 800 metri piani        |
| 3 | 20:06  | Salto con l'asta       |
| 4 | 20:25  | 3000 metri siepi       |
| 5 | 20:42  | 100 metri piani        |
| 6 | 21:13  | 100 metri ostacoli     |
| 7 | 21:28  | 400 metri ostacoli     |
| 8 | 21:52  | Staffetta 4x100 m      |

     Specialità valide per la Diamond League

## Risultati
Di seguito i primi tre classificati di ogni specialità.

### Uomini
| Specialità             |                    | Prestazione | 2º classificato     | Prestazione | 3º classificato   | Prestazione |
| 200 m                  | Letsile Tebogo     | 20"01       | Jereem Richards     | 20"11       | Joseph Fahnbulleh | 20"21       |
| 400 m                  | Leungo Scotch      | 44"94       | Dylan Borlée        | 45"86       | Lionel Spitz      | 45"92       |
| 1500 m                 | Jakob Ingebrigtsen | 3'28"72     | Lamecha Girma       | 3'29"51     | Josh Kerr         | 3'29"64     |
| 5000 m                 | Berihu Aregawi     | 12'40"45    | Joshua Cheptegei    | 12'41"61    | Hagos Gebrhiwet   | 12'49"80    |
| 110 m hs               | Shunsuke Izumiya   | 13"22       | Jason Joseph        | 13"23       | Just Kwaou-Mathey | 13"37       |
| Salto in lungo         | LaQuan Nairn       | 8,11 m      | Miltiadīs Tentoglou | 8,07 m      | Yūki Hashioka     | 7,98 m      |
| Getto del peso         | Ryan Crouser       | 22,29 m     | Tomas Walsh         | 21,99 m     | Filip Mihaljević  | 21,42 m     |
| Lancio del giavellotto | Neeraj Chopra      | 87,66 m     | Julian Weber        | 87,03 m     | Jakub Vadlejch    | 86,13 m     |

     Prestazione che stabilisce il nuovo record del meeting.

### Donne
| Specialità             |                       | Prestazione | 2º classificato  | Prestazione | 3º classificato    | Prestazione |
| 100 m                  | Marie-Josée Ta Lou    | 10"88       | Daryll Neita     | 11"07       | Gina Lückenkemper  | 11"17       |
| 800 m                  | Mary Moraa            | 1'57"43     | Keely Hodgkinson | 1'58"37     | Natoya Goule       | 1'58"90     |
| 100 m hs               | Jasmine Camacho-Quinn | 12"40       | Tobi Amusan      | 12"47 =     | Tia Jones          | 12"51       |
| 400 m hs               | Femke Bol             | 52"75       | Viivi Lehikoinen | 54"67       | Ayomide Folorunso  | 55"12       |
| 3000 m siepi           | Beatrice Chepkoech    | 9'05"98     | Sembo Almayew    | 9'06"82     | Peruth Chemutai    | 9'11"91     |
| Staffetta 4x100 m      | Costa d'Avorio        | 42"23       | Paesi Bassi      | 43"18       | Svizzera           | 43"35       |
| Salto in alto          | Nicola Olyslagers     | 2,02 m =    | Iryna Heraščenko | 2,00 m =    | Jaroslava Mahučich | 1,97 m      |
| Salto con l'asta       | Katie Moon            | 4,82 m      | Wilma Murto      | 4,77 m      | Eliza McCartney    | 4,71 m      |
| Lancio del giavellotto | Mackenzie Little      | 65,70 m     | Haruka Kitaguchi | 63.34 m     | Līna Mūze          | 62,58 m     |

     Prestazione che stabilisce il nuovo record del meeting.